# Belene Cove
Die Belene Cove (englisch; bulgarisch залив Белене saliw Belene) ist eine 520 m breite und 690 m lange Bucht an der Nordwestküste der Ray Promontory an der Byers-Halbinsel der Livingston-Insel im Archipel der Südlichen Shetlandinseln. Als Nebenbucht der Svishtov Cove liegt sie zwischen dem Isbul Point im Osten und dem Start Point im Westen.
Britische Wissenschaftler kartierten sie 1968, spanische 1992 und bulgarische 2005 sowie 2009. Die bulgarische Kommission für Antarktische Geographische Namen benannte sie 2006 nach der Stadt Belene im Norden Bulgariens.